# Биоимпедансометрия

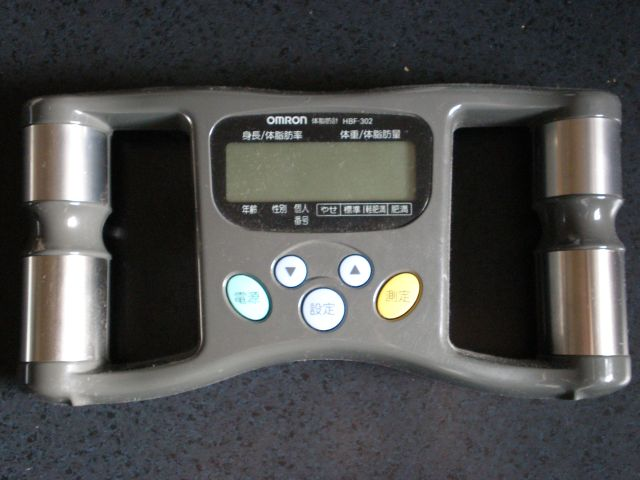
Устройство для измерения количества жировой ткани

Биоимпедансометрия или биоимпедансный анализ, БИА (от «биологический» и «импеданс» — комплексное электрическое сопротивление, таким образом, «биоимпеданс» — электрическое сопротивление биологических тканей) — анализ количества жира и жидкости в организме, мышечной и костной массы и метаболизма, метод быстрой диагностики состава тела человека с помощью измерения электрического сопротивления между разными точками на коже человека. Измерение сопротивления позволяет оценить количество воды в организме человека, что используется для косвенного определения содержания в нём жира. Метод имеет высокую погрешность измерения — она составляет 8—9 %.
Биоимпедансметр — аппарат, предназначенный для проведения биоимпедансометрии, изначально он был разработан для реанимационных отделений с целью расчёта введения лекарственных средств.

## Описание

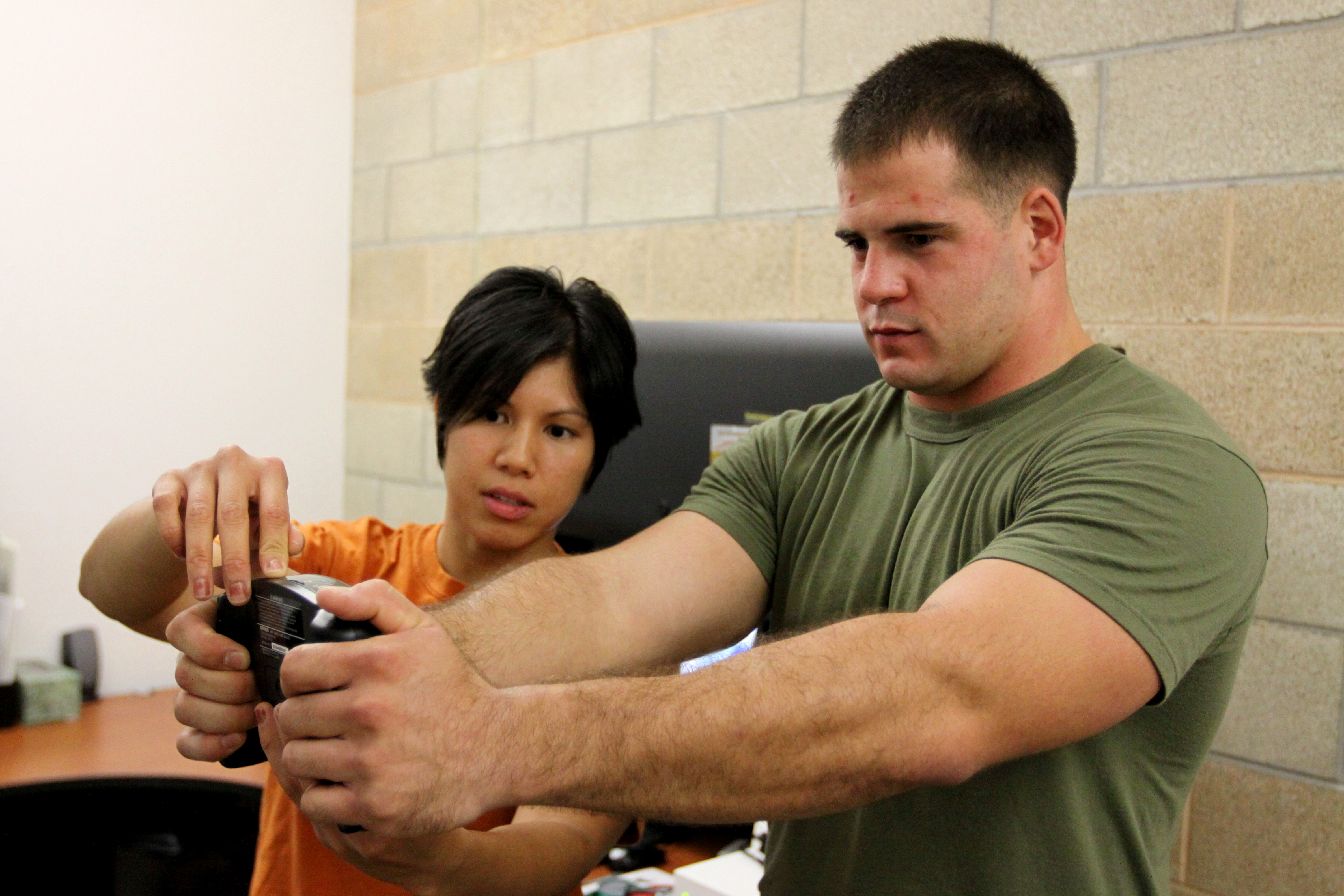
Процесс биоимпедансного анализа

Метод основан на измерении электрического сопротивления тканей организма специальным прибором, который называется биоимпедансметр (или биоимпедансный анализатор). При этом проводится интегральная оценка состава тела с использованием трёхкомпонентной модели: анализ жировой массы, тощей (англ. lean body mass: внеклеточная масса (соединительная ткань, внеклеточная жидкость) и активная клеточная масса — клетки мышц и органов, нервные клетки) массы и общего содержания жидкости в организме. В частности, в динамике отслеживается содержание жировой ткани и активной клеточной массы, показатели интенсивности обмена веществ и соотношение внеклеточной и внутриклеточной жидкости. На основании полученных параметров делаются выводы о нормальной или нарушенной гидратации тканей, липидном и водно-солевом обмене. Таким образом, биоимпедансный анализатор позволяет оценить риск развития или наличия различных заболеваний, опережение или отставание биологического возраста от хронологического, выбрать оптимальный метод похудения и уровень физической нагрузки, и при этом проводить мониторинг результатов в течение всего периода работы по программе снижения веса и/или наращивания мышечной массы.
Большинство аппаратов, измеряющих биоимпендансы, выдают так называемые первичные протоколы БИА, которые содержат изображения линейных шкал с выделенной областью нормальных значений в каждой.
Области нормальных значений по каждому измеренному параметру различаются для разных этнических популяций, и они много раз пересматривались с целью уточнения.

## Применение

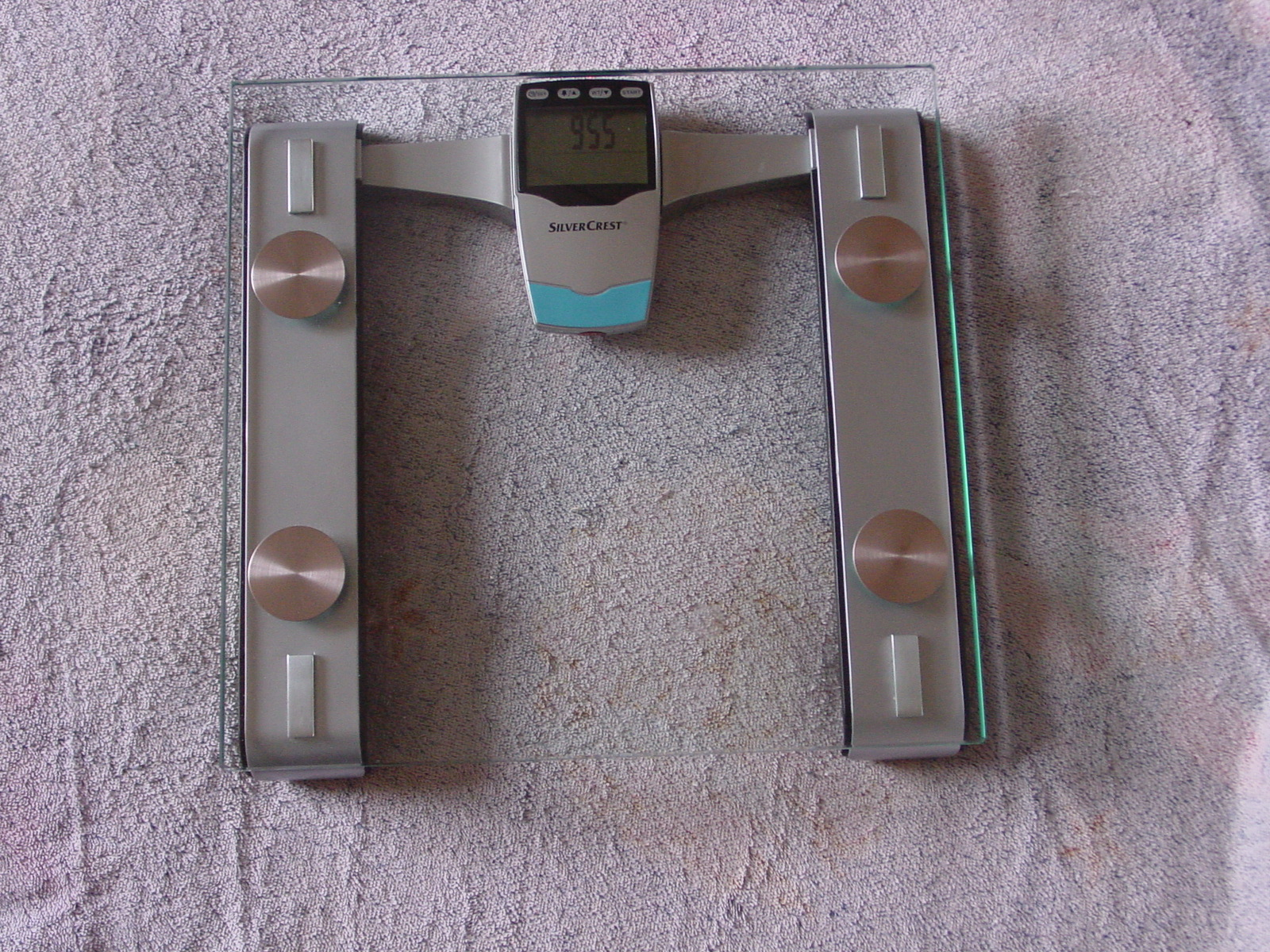
Напольные весы бытового использования с функцией простого биоимпедансного анализа

Существуют методики, при помощи которых на основании данных биоимпедансометрии можно приблизительно оценить следующие показатели:
- Индивидуальное значение идеальной массы.
- Количество жировой ткани в килограммах и в пропорции к общей массе.
- Количество внеклеточной жидкости (кровь, лимфа).
- Количество внутриклеточной жидкости.
- Количество жидкости, находящейся в организме в связанном состоянии (в отёках).
- Количество в килограммах и процентах активной клеточной массы (мышцы, органы, мозг и нервные клетки).
- Индекс массы тела (ИМТ).
- Основной обмен веществ (ккал) — обмен веществ за 24 часа в состоянии покоя.
- Соотношение ионов натрия и калия в организме (Na/К).

Некоторые анализаторы позволяют измерять не общее количество воды в организме, а разделение её по отдельным составляющим — внеклеточная, внутриклеточная и межклеточная вода. В домашних условиях возможно определение состава тела упрощёнными биоимпедансметрами — бытовыми напольными весами с анализатором состава тела. Наиболее точны весы с 4-сенсорной технологией, использующей для проведения измерений по всему телу стопы и ладони.
Также некоторыми функциями биоимпедансметра обладают так называемые «умные часы».

## Противопоказания
Поскольку процедура анализа массы тела связана с прохождением слабого тока через тело человека, то его не рекомендуют делать лицам с кардиостимуляторами и прочими вживлёнными электронными приборами. Очевидных противопоказаний против применения биоимпедансометрии у беременных женщин в настоящее время не известно. В то же время этот метод исследования успешно применяется для оценки риска отёков и гестоза.